# Hermann-Josef Braun
Hermann-Josef Braun (* 1953 in Hirschfeld (Hunsrück)) ist ein deutscher Historiker und Archivar.
Braun legte sein Abitur in Trier ab und leistete Wehrdienst. Anschließend studierte er Französisch und Geschichte an den Universitäten Trier und Poitiers. Er war zunächst als wissenschaftlicher Mitarbeiter an der Universität Trier tätig, wo er 1985 seine Promotion in Geschichte abschloss. Von 1984 bis 1986 absolvierte er sein Archivreferendariat am Landeshauptarchiv Koblenz, der Archivschule Marburg und dem Bundesarchiv Koblenz. Nach dem zweiten Staatsexamen (Archivarische Staatsprüfung) an der Archivschule Marburg arbeitete er zunächst im Bistumsarchiv Trier. Die Leitung des Dom- und Diözesanarchivs in Mainz hatte er von 1988 bis 2021 inne.

## Schriften (Auswahl)
- Das Eisenhüttenwesen des Hunsrücks. 15. bis Ende 18. Jahrhundert. Trier 1991 (zugleich: Dissertation, 1985).